# Hear Music

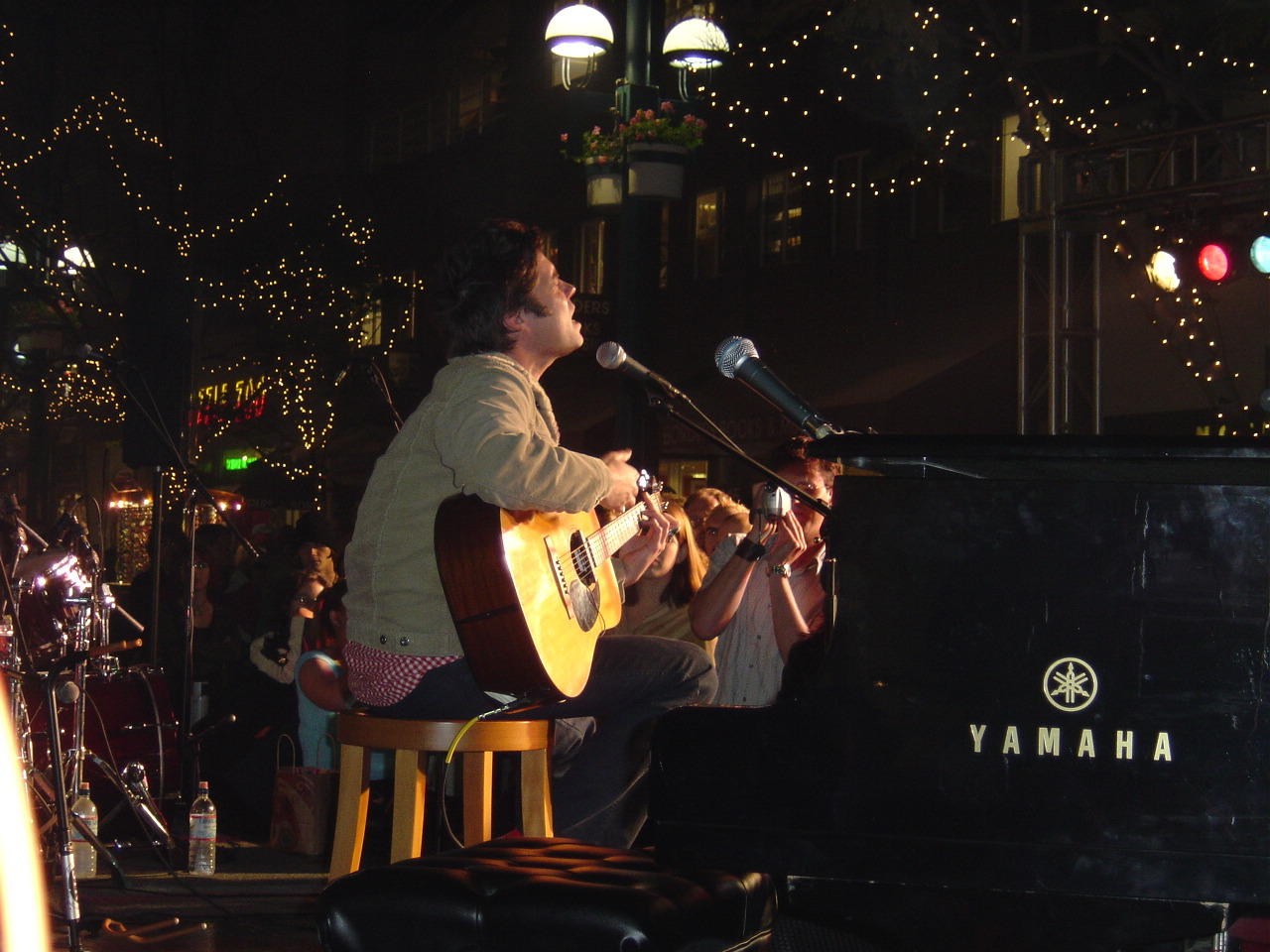
Rufus Wainwright na otwarciu sklepu Hear Music w Santa Monica

Hear Music – marka i wytwórnia muzyczna należąca do koncernu Starbucks Coffee. Firma założona została w 1990 roku, a w 1999 roku zakupiona przez Starbucks. W Stanach Zjednoczonych otwierane są firmowe kawiarnie Hear Music, w których oprócz produktów Starbucks można kupić lub odsłuchać nagrania muzyczne.